# Beinn an Oir
Beinn an Oir är en bergstopp i Storbritannien.   Den ligger i kommunen Argyll and Bute och riksdelen Skottland, i den nordvästra delen av landet, 600 km nordväst om huvudstaden London. Toppen på Beinn an Oir är 785 meter över havet. Beinn an Oir ligger på ön Jura.
Terrängen runt Beinn an Oir är lite kuperad. Havet är nära Beinn an Oir åt nordväst. Beinn an Oir är den högsta punkten i trakten. Trakten runt Beinn an Oir består i huvudsak av gräsmarker.